# Mastino I della Scala
Leonardino della Scala, detto Mastino I (1220? – Verona, 26 ottobre 1277), è stato un condottiero italiano, appartenente al casato veronese dei della Scala.
Figlio di Jacopino della Scala, fu podestà di Cerea e di Verona nel 1259, capitano del Popolo di Verona dal 1260 e capitano della Casa dei Mercanti dal 1261 al 1269.

## Biografia

### Origini e ascesa al potere
Appresa la notizia della morte di Ezzelino III da Romano, il Comune veronese si riunì e decise di nominare in gran fretta un nuovo podestà. Così fu eletto Leonardino della Scala (poi Mastino), figlio di Jacopino della Scala, che era già stato podestà del Comune per conto di Ezzelino nel gennaio del 1259. La tradizione locale lo indicò sempre come un capo di origini modeste, discendente da un ramo della famiglia che professava il mestiere del mercante. E modesto era anche il suo modo di comportarsi: egli si faceva vedere tra il popolo, si sentiva un "uomo del popolo, eletto dal popolo, per il popolo". Tuttavia non si deve pensare che Mastino conducesse una vita umile sotto la tirannia ezzeliniana. Infatti, un documento accerta che egli era vassallo di Santa Maria in Organo, possedendo qualche appezzamento nel territorio di quel monastero ed inoltre fu podestà di Cerea, con alle spalle tutta la ricchezza accumulata negli anni dai commerci di lana della famiglia. Salito al potere, non si definì mai come il Signore della città ma piuttosto come il suo protettore. Per dimostrare il suo amore verso la popolazione, infatti, si fece affidare la carica di Capitano del popolo e non del Comune.

### Idee politiche e prime imprese
Di ideali ghibellini, dimostrò di preferire la pace alla guerra: fece richiamare all'interno delle mura cittadine avversari già espulsi come la famiglia dei conti di San Bonifacio e stipulò amichevoli trattati di pace con la guelfa e vicinissima Mantova, oltre che con gli estensi. Un cronista del tempo, per riassumere in poche parole il capitanato di Mastino, affermò: "Fu fatta pace". Finito il breve periodo in cui ricoprì la carica di podestà, lasciò l'incarico al veneziano Andrea Zeno. Così facendo ottenne dalla sempre più potente Venezia, la possibilità, per i mercanti veronesi, di commerciare e trafficare liberamente nelle acque dell'Adige.
Mastino, nonostante avesse tra i suoi obiettivi fin dall'inizio un piano di conquista della signoria di Verona, sapeva come agire senza destare timori ai concittadini e fuori città. Tenne particolarmente conto dei consigli del fratello Alberto, anch'egli molto abile. Mastino capì che importantissimo era l'appoggio della classe mercantile, della quale faceva parte, che produceva ricchezza e poteva fornire soldati, oltre ad avere la maggioranza nei consigli cittadini.
Nel 1259, per volontà unanime della popolazione, Mastino venne eletto podestà del popolo, o potestas populi, una carica in cui il popolo si identificava. Mastino divenne nel 1261 il podestà della Domus Mercatorum, il consiglio dei mercanti veronesi, di grande importanza: poteva disporre così delle Arti, che nella città detenevano, in sostanza, il potere. La carica rimase nelle sue mani sino al 1269, quando la trasmise al fratello (il quale nel 1277, quando prenderà il titolo di capitano e rettore dei gastaldioni dei Mestieri e di tutto il popolo, assumerà poteri straordinari e nascerà così la signoria degli Scaligeri). Negli anni che seguirono, perdurò la pace, pur interrotta da tumulti, facilmente domabili.
Assecondando il volere del suo popolo portò la pace con gli esuli guelfi, con gli estensi e con i mantovani. Riuscì però a conquistare Trento nel 1265 e Vicenza nel 1266, anche se le due conquiste furono di breve durata, dato che a nord era forte il potere vescovile e ad est l'influenza del comune di Padova.

### La discesa dell'imperatore e la scomunica
Nel 1266 l'ultimo rampollo della dinastia Hohenstaufen, Corradino di Svevia, figlio dell'imperatore Corrado IV e di Elisabetta di Baviera, diede notizia di un suo imminente arrivo armato in Italia, con la scusa di ristabilire la pace tra i comuni italici, martoriati dalle continue lotte interne. Il Duca di Svevia si decise a varcare le Alpi solo nel 1267, dopo aver placato i feudatari germanici, presso i quali non godeva di grande stima. Intanto Mastino, aiutato dal Conte del Tirolo, era riuscito a scacciare dalla sua sede il vescovo di Trento, imponendo in quell'importante cittadina di confine la Signoria veronese, ingrandendo così notevolmente il territorio controllato da Verona, pur per poco tempo. Finalmente, il 21 ottobre 1267, Corradino varcò le porte di Verona, accolto festosamente da Mastino che fece adornare la città e allestire grandi ed abbondanti banchetti per l'arrivo dell'illustre ospite. Ma mentre a Verona si erano presentati ambasciatori da gran parte delle città venete, lombarde e persino dalla Toscana e dalla Sicilia per rendere omaggio al giovane Corradino, a Roma, papa Clemente IV, il 18 novembre del 1267, emise la scomunica verso il principe tedesco e verso tutti i ghibellini italiani che lo appoggiavano, veronesi in particolare. Il popolo di Verona ne fu profondamente colpito, ma i più se ne dimenticarono presto, "potendo ancora presenziare alle messe dominicali". Ben presto Corradino fu invitato a Pavia e vi si recò, nel 1268, scortato dallo stesso Mastino e dalle sue milizie veronesi. Arrivato a Pavia, dove fu nuovamente accolto con festosità, alzò Mastino al titolo di podestà della città lombarda.
A Verona, mentre Mastino era assente, la situazione era presto degenerata: il partito dei conti di Sambonifacio, con in testa il conte Lodovico, alleato con Pulcinella delle Carceri, riuscì ad eliminare le guarnigioni scaligere di Legnago, Villafranca, Illasi, e di molti altri paesi del veronese. Si accese così un'aspra lotta fra le campagne, che coinvolse non solo i due eserciti rivali, ma anche la popolazione locale, che si vide costretta a dare asilo sia agli Scaligeri, sia ai loro avversari. In uno scontro particolarmente acceso, perse la vita Bocca dalla Scala, fratello di Mastino. Ben presto però, il Capitano del popolo e le sue truppe ebbero la meglio: ripresero il controllo delle cittadine e dei borghi caduti, e furono intavolate trattative di pace e alleanza con Mantova, da sempre sede dei fuoriusciti veronesi, che furono puniti anche se non con la crudeltà che subiranno i traditori sotto i governi di Alberto I o di Mastino II.
Nel 1274, Mastino riuscì ad imporre come podestà di Mantova il fratello Alberto, garantendo così una pace duratura ed un periodo di rapporti amichevoli tra le due città. Durante i periodi di pace, Mastino si dedicava ad abbellire e ad ingrandire i suoi palazzi e i suoi castelli, a curare l'economia e il commercio cittadino e ad invitare alla sua corte artisti e letterati da tutto il Veneto.
Alla morte di Corradino, la gloriosa dinastia degli Hohenstaufen si estinse. Ma ben presto giunse a Verona in gran pompa un'ambasceria del nuovo imperatore germanico, Rodolfo d'Asburgo, con il vessillo imperiale e con lo stendardo personale dell'imperatore. Egli portava il saluto del nuovo sovrano e aspettava il consueto atto di fedeltà da parte del Comune e del popolo veronese. Il Consiglio si riunì e mise nelle mani dell'ambasciatore il giuramento di fedeltà di Verona, che tornava ad essere un feudo sotto la "protezione" dell'imperatore di Germania.
Se da una parte Verona era sicura sotto il controllo germanico, i rapporti con la Chiesa erano sempre molto precari. Sulla città gravava ancora la scomunica.

### La cattura dei catari

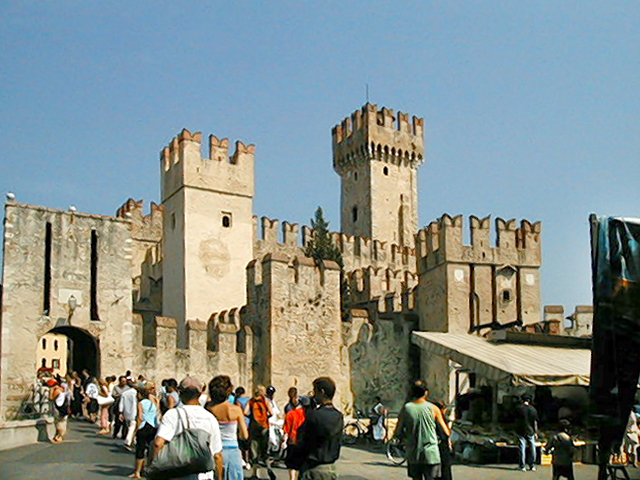
Sirmione, Castello scaligero

Presso Sirmione, cittadina del lago di Garda poco distante da Verona, era presente una corposa comunità di eretici Càtari e Patareni, che avevano ormai assunto il controllo spirituale ed amministrativo della città. Essi erano governati da un vescovo, che aveva concentrati nelle sue mani tutti i poteri cittadini. Il Tribunale dell'Inquisizione inviò dapprima numerosi inquisitori a Sirmione, per verificare la situazione: vista la potenza che andavano assumendo gli eretici, il vescovo di Verona, fra' Timido, promosse una campagna militare contro Sirmione per bloccare il potente vescovo cataro Lorenzo, appoggiato dal vescovo albigese di Tolosa, Bernardo di Oliba. Alberto, il fratello di Mastino, partì alla volta della città di Catullo con le milizie di Verona e dopo un brevissimo assedio, riuscì a farla capitolare. Gli eretici e le eretiche furono catturati e portati nelle prigioni veronesi, sotto la tutela di Mastino. Egli li tenne nelle carceri senza nuocere alla loro incolumità, trattenendoli con severità ma senza eccessive punizioni. Qualche anno dopo, sotto il capitanato di Alberto, 166 eretici furono fatti bruciare pubblicamente nell'Arena e la città fu sciolta definitivamente dalla scomunica, grazie alla riconciliazione con il papa Nicolò IV.

### Ultimi anni e morte

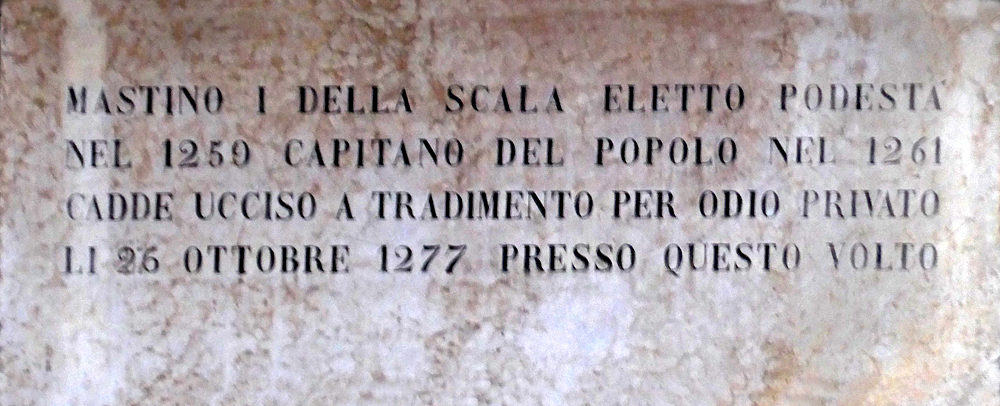
Verona, lapide a Mastino I della Scala.

Mentre le città guelfe della pianura Padana rifiutavano la signoria di Carlo I d'Angiò, Verona, nel 1274, giurò fedeltà a Alfonso X di Castiglia, ma, obbedendo al volere del papa Gregorio X, riconobbe come sovrano Rodolfo d'Asburgo, il quale cedette al pontefice l'esarcato di Ravenna e il ducato di Spoleto, e rinunciò al dominio del regno di Sicilia: la pace con la chiesa era infatti per Mastino una necessità, soprattutto per la pace interna a Verona.
Il 26 ottobre 1277, Mastino della Scala venne assassinato a tradimento assieme al fido Antonio Nogarola, nei pressi della sua abitazione. La maggior parte delle fonti indica come assassini Isnardo de' Scaramelli, un esponente della famiglia Pigozzo e forse degli esponenti della famiglia Spallino. Altre fonti, tuttavia poco attendibili storicamente, mostrano Alberto congiurare contro il fratello per usurparne il posto e farlo uccidere di notte. Quest'ultima ipotesi sembra irreale, dal momento che Alberto avrebbe comunque ereditato la carica di Mastino e che aveva da lui ricevuto larghi riconoscimenti politici. Anzi Alberto avvertito tornò velocemente da Mantova, dove era podestà, e, giunto in città, la sua vendetta non lasciò scampo ai congiurati.
Il suo sarcofago si trova all'interno delle Arche scaligere a Verona.

## Discendenza
Mastino ebbe un unico figlio legittimo, Niccolò (1267-?), che fu podestà di Mantova nel 1292 e armato cavaliere da suo zio Alberto nel 1294.
Ebbe anche sette figli naturali:
- Bartolomeo (?-1290), monaco e vescovo di Verona nel 1277
- Guido (?-1270), vescovo di Verona nel 1268
- Pietro (?-1295), vescovo di Verona nel 1291
- Ardito
- Francesco
- Verde, che sposò Azzo Sanvitale di Parma
- Laurencio della Scala (? - 1303), I Sr. de las Alquerías de Fortaleig y Enova, sposato con Violante de Antillón y Urgel.